# Ostrówek (gromada w powiecie wieluńskim)
Ostrówek – dawna gromada, czyli najmniejsza jednostka podziału terytorialnego Polskiej Rzeczypospolitej Ludowej w latach 1954–1972.
Gromady, z gromadzkimi radami narodowymi (GRN) jako organami władzy najniższego stopnia na wsi, funkcjonowały od reformy reorganizującej administrację wiejską przeprowadzonej jesienią 1954 do momentu ich zniesienia z dniem 1 stycznia 1973, tym samym wypierając organizację gminną w latach 1954–1972.
Gromadę Ostrówek siedzibą GRN w Ostrówku utworzono – jako jedną z 8759 gromad na obszarze Polski – w powiecie wieluńskim w woj. łódzkim, na mocy uchwały nr 40/54 WRN w Łodzi z dnia 4 października 1954. W skład jednostki weszły obszary dotychczasowych gromad Ostrówek, Bolków i Nietuszyna, ponadto wieś Okalew, kolonia Okalew A i B i kolonia Brzeście z dotychczasowej gromady Okalew oraz wieś Rudlice i wieś Jackowskie z dotychczasowej gromady Rudlice ze zniesionej gminy Ostrówek w tymże powiecie. Dla gromady ustalono 22 członków gromadzkiej rady narodowej.
14 listopada 1957 do gromady Ostrówek przyłączono część obszaru wsi Kuźnica o powierzchni 20,0 ha (tzw. gospodarstwo Jasianka, graniczące bezpośrednio z terenami wsi Jackowskie) z gromady Wielgie w tymże powiecie.
1 stycznia 1958 do gromady Ostrówek przyłączono obszar zniesionej gromady Wola Rudlicka.
1 stycznia 1959 do gromady Ostrówek przyłączono obszar zniesionej gromady Skrzynno.
Gromada przetrwała do końca 1972 roku, czyli do kolejnej reformy gminnej. 1 stycznia 1973 w powiecie wieluńskim reaktywowano gminę Ostrówek.
Uwaga: Od 4 października do 12 listopada 1954 w powiecie wieluńskim funkcjonowały dwie jednostki o tej samej nazwie – gromada Ostrówek; drugą była gromada Ostrówek. Dopiero po włączeniu tej drugiej do powiatu wieruszowskiego 13 listopada 1954 ryzyko pomyłki znacznie się zmniejszyło.